# Thomas Døssing (dokumentarfilm)
Thomas Døssing er en dansk dokumentarfilm fra 1945.

## Handling
Interview med Thomas Døssing, Sverige april 1945.

Thomas Døssing (6. juni 1882 – 18. april 1947) var en højt agtet bibliotekar og Danmarks første biblioteksdirektør (leder af Statens Bibliotekstilsyn) 1920-1942. Under besættelsen var han kommunistisk modstandsmand og fra juli 1944 Frihedsrådets repræsentant i Moskva. Han var med til at stifte modstandsorganisationen Frit Danmark i begyndelsen af 1942, men blev arresteret for illegal bladvirksomhed i december samme år, og fik fire måneders fængsel og derefter sat i husarrest i sit hjem i Humlebæk. Som konsekvens var han stærk modstander af samarbejdspolitikken. Efter krigen blev han regeringens og kongens gesandt til sin død i 1947.